# Mrčevo (Chorwacja)
Mrčevo – wieś w Chorwacji, w żupanii dubrownicko-neretwiańskiej, w mieście Dubrownik. W 2011 roku liczyła 90 mieszkańców.